# Albert de Bailliencourt
Albert de Bailliencourt (30 mars 1908, Neuilly-sur-Seine - 28 mai 1994 Antibes) est un homme politique français. 

## Biographie
Polytechnicien, passé par l'école supérieure des PTT et l'école supérieure d'électricité, il poursuit son engagement comme officier dans les transmissions. Chef de bataillon, il est officier d'état-major auprès du Général Weygand, puis du général Juin, avant de recevoir une affectation à la 81ème division, stationnée en Tunisie.
Après l'armistice, il est ingénieur en chef des PTT en Algérie, puis, à partir de 1943, directeur dans l'administration du CFLN. En 1944, il est nommé directeur au sein du ministère de l'information du GPRF.
Il quitte ensuite l'administration pour prendre la direction de deux périodiques populaires et humoristiques, Marius et Le Hérisson, édité par la Société française d'édition et de publications illustrées, dont il est le président.
En 1956, il est candidat sur la liste du Parti radical dans la deuxième circonscription de la Seine, et est élu député.
A l'assemblée, il est vice-président de la commission de la production industrielle, et président de la sous-commission à l'énergie atomique.
En 1957, il suit André Morice et Henri Queuille qui, avec l'aile droite du parti radical, font scission pour s'opposer à la ligne politique de Pierre Mendès-France.
Sa carrière politique s'arrête avec la fin de la Quatrième République.